# Турген (сомон)
Турген (монг.: Түргэн) — сомон аймаку Увс, Монголія. Площа 2253 км², населення 2,6 тис. Центр сомону селище Хавцал лежить за 1988 км від Улан-Батора, за 34 км від міста Улаангом.

## Рельєф
Хребти Тургена, найвища гора Деглий Цагаан (4400 м), Ямаат (3000 м). Річки Турген, Хундлун.

## Клімат
Клімат різко континентальний. Щорічні опади 340—390 мм, середня температура січня −15°—20°С, середня температура липня +14°—17°С.

## Природа
Водяться тарбагани, козулі, корсаки, манули, зайці.

## Корисні копалини
Сомон багатий на кам'яне вугілля, залізну руду, вапняк. У містечку Бумбат видобувають вугілля.

## Соціальна сфера
Є школа, лікарня, сфера обслуговування, туристичні бази.